# Phocine distemper virus
Phocine distemper virus (PDV) of Zeehondenziektevirus is een paramyxovirus van het geslacht morbillivirus. Het veroorzaakt ziekte bij vinpotigen, voornamelijk zeehonden. Symptomen zijn moeilijk ademen, koorts en zenuwsymptomen.

## Recente geschiedenis

### 1988

#### Noordzeekust
- 18000 Gewone zeehonden (Phoca vitulina) sterven aan PDV.
- 300 Grijze zeehonden (Halichoerus grypus) sterven aan PDV.

#### Baikalmeer
- Uitbraak van een verwant Morbillivirus (CDV-virus) bij Baikalrobben (Phoca sibirica)

#### Britse Eilanden
- Uitbraak van een verwant Morbillivirus (PMV-virus) bij Bruinvissen (Phocoena phocoena)

### 2002

#### Noordzeekust
- 21700 Gewone zeehonden (Phoca vitulina) sterven aan PDV; Dit is 51 % van de populatie.

### 2007
Begin augustus spoelen de eerste gevallen aan op de Vlaamse kust.

## Spreiding
In Canada werden in het bloed van carnivoren (o.a. Poolberen) antilichamen tegen PDV en CDV gevonden. Dit duidt op de mogelijkheid van het virus om na een mutatie in andere diersoorten te spreiden.
Oorzaken voor het plotse opduiken van het virus zouden het veranderde klimaat, milieuvervuiling die het immuunsysteem van de dieren aantast en/of verstoorde natuurlijke gastheerpopulaties van het virus zijn.